# Fontaine-Notre-Dame, Aisne
Fontaine-Notre-Dame är en kommun i departementet Aisne i regionen Hauts-de-France i norra Frankrike. Kommunen ligger  i kantonen Saint-Quentin-Nord som ligger i arrondissementet Saint-Quentin. År 2022 hade Fontaine-Notre-Dame 379 invånare.

## Befolkningsutveckling
Antalet invånare i kommunen Fontaine-Notre-Dame
Referens: INSEE